# Орловські Дворики (Брянська область)
Орловські Дворики (рос. Орловские Дворики) — селище в Брянському районі Брянської області Російської Федерації.
Населення становить 54 особи. Входить до складу муніципального утворення Стекляннорадицьке сільське поселення.

## Історія
Від 2005 року входить до складу муніципального утворення Стекляннорадицьке сільське поселення.

## Населення
| 2010 | 2013 |
| ---- | ---- |
| 58   | ↘54  |